# Nanshan
Nanshan o Isla Lawak (Tagalo: Lawak; chino: 岛 欢 马, pinyin: Dao Mahuan; vietnamita: Đảo Vĩnh Viễn) es la octava mayor de las islas Spratly  y la cuarta entre las islas Spratly ocupadas por los filipinos. Tiene una superficie de 7,93 hectáreas (0,08 km²). Se encuentra a 98,0 millas (157,7 kilómetros) al este de Pagasa (o Isla Thitu). Esta isla es administrada por las Filipinas, como parte de Kalayaan, Palawan. Lawak es la palabra para referirse a "inmensidad" en el idioma tagalo.

## Geografía
Esta isla es un santuario de aves. Sus alrededores están llenos de fosfato, un material que puede ser extraídos en una pequeña escala. Cerca de los límites de los espigones aproximadamente a 2 millas (3 km) de la isla, permanecen intactos los arrecifes de coral duro que conservan su medio ambiente natural y hermosos peces tropicales que colonizaron estos lechos de coral de diferentes colores. También esta cubierta con árboles de coco, arbustos y hierba. Es de 580 metros de largo, y esta en el borde de un arrecife sumergido.

## Ocupación por parte de Filipinas
Esta isla es reclamada por la China, Taiwán, Vietnam pero es Filipinas quien actualmente la ocupa. Varios soldados filipinos están estacionados aquí desde 1968, cuando Filipinas ocupó esta territorio. Hay sólo una o dos estructuras en esta isla que sirven como refugios de los soldados.
Los soldados estacionados aquí también realizaron la guardia o vigilancia de la cercana Isla Flat (Patag), que se encuentra a 6 millas (10 km) al norte-noreste de la isla Lawak, que también está ocupada por las Filipinas. La isla es demasiado pequeña y su abastecimiento las 24 horas es una tarea difícil. Ellos visitan con regularidad a Patag y la mayoría de las veces es visitada solo por un soldado que debe quedarse en una pequeña estructura construida sobre la isla.